# Habère-Poche
Habère-Poche é uma comuna francesa na região administrativa de Auvérnia-Ródano-Alpes, no departamento da Alta Saboia. Estende-se por uma área de 11.96 km². Em 2010 a comuna tinha 1 497 habitantes (densidade: 125,2 hab./km²).